# خوان مارتينيز (ضابط)
خوان مارتينيز (بالإسبانية: Juan Martínez de Recalde) (و. 1540 – 1588 م) هو ضابط إسباني، ولد في بلباو، ويحمل رتبة عسكرية أدميرال، توفي في لا كورونيا، عن عمر يناهز 48 عاماً.

## الخدمة العسكرية
خدم في البحرية الملكية الاسبانية.